# Eva Figes
Eva Figes (* 15. April 1932 in Berlin als Eva Unger; † 28. August 2012 in London) war eine britische Schriftstellerin, Sozialkritikerin und Aktivistin gegen die traditionelle realistische Literatur. Für ihre eigenen Werke erfand sie neue Formen.

## Leben
Eva Unger wurde in Berlin in eine wohlhabende Familie säkularer Juden geboren. Vor der antisemitischen Verfolgung in Nazideutschland emigrierte die Familie im März 1939 nach England, unter Verlust ihres früheren Wohlstands. In der Grundschule in London wurde sie als Deutsche ausgegrenzt, lernte aber sehr schnell Englisch. Ihr Vater diente als Soldat in der British Army, ihre Mutter arbeitete als Näherin. Von 1943 bis 1950 besuchte sie die Grammar School im Londoner Vorort Kingsbury. Anschließend studierte sie am Queen Mary College der Universität London, wo sie 1953 mit einem B.A. (mit Auszeichnung) in Englisch abschloss.
Sie heiratete 1954 den Personaldirektor John George Figes, mit dem sie eine Tochter und einen Sohn – den 1959 geborenen Historiker Orlando Figes – bekam. Das Paar ließ sich 1963 scheiden. Bis 1967 arbeitete Eva Figes für verschiedene Verlagshäuser. Während dieser Zeit entwickelte sie sich zur hauptberuflichen Schriftstellerin.
Ihre Romane durchleuchten das Innere ihrer Figuren. Außerdem wurde sie eine internationale Vorkämpferin der Frauenbewegung. Sie schrieb mehrere kritische Bücher, um die frauenfeindlichen staatlichen Strukturen im 20. Jahrhundert anzuprangern.

## Werke

### Romane
- „Equinox“ (1966) untersucht die Auflösung einer Ehe und die danach folgenden Auseinandersetzungen, die alle Beteiligten haben, um wieder eine eigene Welt herzustellen.
- „Winterausflug“ (original: Winter Journey, 1967) bezieht sich auf einen Tag im Leben eines einsamen Mannes.
- „Aufwachen“ (original: Waking, 1981) besteht aus sieben Kapiteln, die immer damit beginnen, dass eine Frau aufwacht; diese Frauen stehen in verschiedenen Lebensaltern, von der idyllischen Kindheit bis zum bevorstehenden Tod.

Spätere Romane sind „Licht“ (original: Light, 1983), „Die sieben Lebensalter“ (original: The Seven Ages, 1986), „Geister“ (original: Ghosts, 1988), „Der Weisheitsbaum“ (original: The Tree of Knowledge, 1990), „Das Mietverhältnis“ (original: The Tenancy, 1993), und „Der Knoten“ (original: The Knot, 1996).

### Werke: Sozialkritische Werke
- „Patriarchale Gewohnheiten: Frauen in der Gesellschaft“ (original: Patriarchal Attitudes: Women in Society, 1970), Darlegung frauenfeindlicher Strukturen bei Sigmund Freud.
- „Sex und Täuschung: Schriftstellerinnen bis 1850“ (original: Sex and Subterfuge: Women Novelists to 1850, 1982).
- „Autobiographie: Kleines Eden“ (original: Little Eden, 1978), Darstellung der Gefangenschaft ihres Vaters im Konzentrationslager Dachau und der darauf folgenden Flucht nach England.